# Приморські Альпи (департамент)
Приморські Альпи  (фр. Alpes-Maritimes) — департамент на південному сході Франції, в регіоні Прованс — Альпи — Лазурний Берег, біля Середземного моря.
Площа 4299 км².
Населення 1,011 млн осіб. (1999).
Адміністративний центр — Ніцца.
В горах — пасовищне скотарство, в прибережних районах — цитрусові, оливкові дерева, ранні овочі, квіти.

## Господарство
Текстильна, харчова промисловість; виробництво ефірних олій. Основа економіки — туризм. На узбережжі («Лазуровий берег») є ряд фешенебельних курортів («Французька Рив'єра»).